# Motala
Motala – miasto (tätort) w Szwecji, w regionie administracyjnym (län) Östergötland. Port przy wypływającej z Wetter rzece Motala ström i Kanale Gotyjskim (Göta kanal). Ośrodek administracyjny (centralort) gminy Motala. W latach 1881–1970 Motala miała administracyjny status miasta.
W 2010 roku Motala liczyła 29 823 mieszkańców.

## Historia

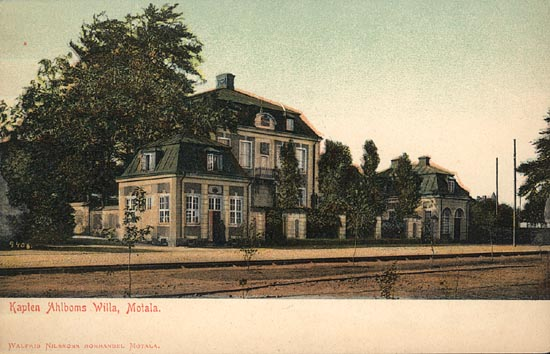
Ratusz przed 1944

Pierwsze ślady działalności człowieka pochodzą z epoki kamiennej. W XIII w. zbudowano na północnym brzegu rzeki Motala ström kościół drewniany, potem wielokrotnie przebudowywany (ostatni raz w 1774). Liczba ludności w samej Motali oraz w jej okolicach wzrosła znacząco w czasie budowy (1810–1822) i po ukończeniu Kanału Gotyjskiego, kiedy projektant kanału, niemiecki inżynier Baltzar von Platen uruchomił tu w 1822 zakłady mechaniczne (AB Motala Verkstad). W latach 30. XIX w. żyło w Motali nieco ponad 500 osób. W 1881 Motala otrzymała prawa miejskie. W 1927 roku powstała w Motali radiowa stacja przekaźnikowa.

## Gospodarka
Najwięksi pracodawcy w regionie Motali to Autoliv AB, AB Motala Verkstad i Saab Underwater Systems.
Motala jest obecnie miastem wypoczynkowym, które z racji położenia nad jeziorem Wetter i Kanałem Gotyjskim cieszy się powodzeniem wśród turystów ze Szwecji i z zagranicy. W mieście rozwinął się przemysł maszynowy, zbrojeniowy, włókienniczy oraz elektrotechniczny.

## Sport
- Piraterna Motala – żużlowy klub występujący w Elitserien